# (35368) 1997 UB8
1997 UB8 (asteroide 35368) é um asteroide da cintura principal. Possui uma excentricidade de 0.31271080 e uma inclinação de 22.72502º.
Este asteroide foi descoberto no dia 28 de outubro de 1997 por NEAT em Haleakala.